# コーサイト
コーサイト（coesite、コース石）は、鉱物の一種。化学組成は SiO2（二酸化ケイ素）、結晶系は単斜晶系。

## 産出地
コース石は、1953年にローリング・コースJr.によって最初に合成された。
1960年に、天然のコース石がユージン・シューメーカーによってバリンジャー・クレーターで発見され、それが隕石衝突によって作られるという証拠とされた。
キンバーライトの捕獲岩からも発見されている。

## 性質・特徴

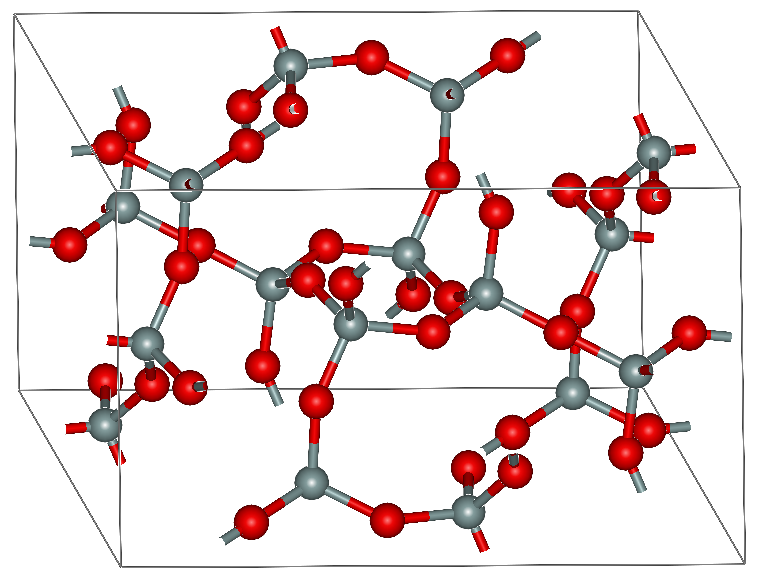
コース石の構造

非常に高い圧力と適度に高い温度（約700℃）が石英に加わるときに形成される二酸化ケイ素の結晶形の一つ。
コース石の分子構造は、輪になって手配される4つの二酸化ケイ素四面体から成る。それぞれの輪は、さらに鎖状に配置される。この構造は、二酸化ケイ素の準安定構造で、結局、徐々に石英へと変化する。しかし、地球の表面のような低温下では非常に遅い化学変化である。